# Kobus Kalis

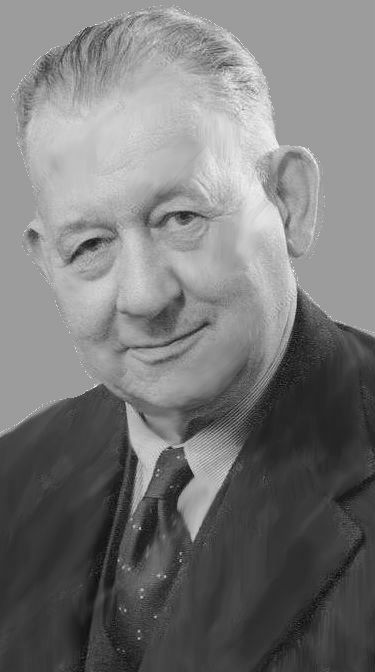
Jacobus Johannis Kalis (Kobus)

Jacobus Johannis (Kobus) Kalis (Sliedrecht, 26 september 1892 - Genève, 8 juni 1989) was een Nederlandse baggerondernemer; hij was jaren directeur van de firma Bos & Kalis.
In de jaren 1917-1920 trad Kobus Kalis, evenals zijn broer Wouter in dienst van de toenmalige baggermaatschappij Kraaijeveld en Van Noordenne. In 1921 trouwde Kobus met de dochter van Kraaijeveld. Van Noordenne verliet in 1924 het bedrijf, dat vanaf toen "Firma Joh. Kraaijeveld" heette. In 1928 kwam een andere broer, Bertus (Egbertus Dingemans) ook bij het bedrijf, dat in 1930 omgezet werd in een NV met de naam "N.V. Baggermaatschappij Bos en Kalis”. De drie broers maakten alle drie deel uit van het bestuur van het bedrijf. De vader van de drie broers (Kornelis Leonardus) had een eigen baggermaatschappij "Firma K.L. Kalis", maar de drie broers gingen daar niet werken. Dit bedrijf werd door de vader later verkocht aan de Hollandsche Aanneming Maatschappij van dr.Ir. A.C.C.G van Hemert. De opbrengst van deze verkoop werd grotendeels gebruikt voor de financiering van baggermaterieel voor de firma Bos en Kalis.
In 1931 sloot de firma een lucratief contract met Lever Brothers in Engeland voor het onderhoud Bromborouogh docks ten behoeve van het op diepte houden t.b.v. de margarinefabrikant.Hiervoor richtten de gebr. Kalis in 1934 de Westminster Dredging Company op (de naam "Kalis" was in Engeland al door een ander familielid geregistreerd). In de Tweede Wereldoorlog werd Bertus directeur van Westminster Dredging en legde het directieschap van Bos en Kalis neer om problemen met de bezetter te voorkomen.

## Walcheren
Kobus was een kleurrijk en impulsief persoon. Zijn grootste kwaliteiten lagen in de praktijk van de uitvoering, hij behoorde tot de ouderwetse school die geen tegenspraak duldde en zeker naar de huidige maatstaven zeer autoritair was. Kobus Kalis komt voor in "Het verjaagde water" van A. den Doolaard als Berend Bonkelaar. Zijn broer Bertus is daar Van Zeurzeutel. Die werd door het bedrijf gevraagd om in Engeland op zoek te gaan naar baggermaterieel. Een deel van de baggervloot van Bos & Kalis was in de oorlog verstopt in de Biesbosch, waardoor Kobus Kalis vrij snel aan het werk kon bij het sluiten van de bressen op Walcheren. In de oorlog schijnt Kobus met "tante" Nel op een woonark in de Biesbosch gebivakkeerd te hebben. Hij is in 1971 na  het overlijden van zijn vrouw met deze mevr. Berghuis getrouwd.

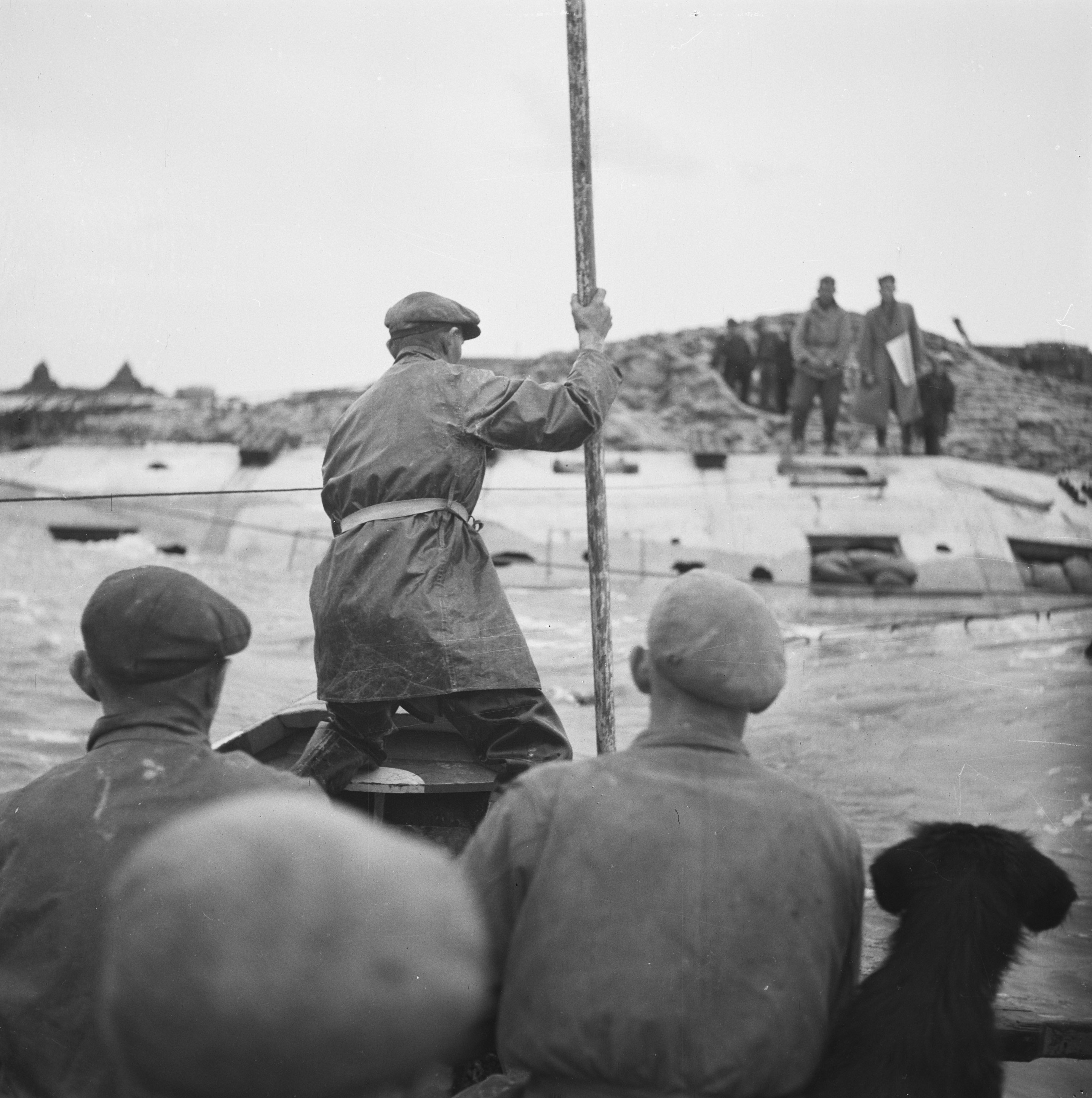
Doorbraak bij de Nolle (2e doorbraak)

Ten tijde van de sluiting van de bressen op Walcheren kreeg de Fa. Bos en Kalis de opdracht om het gat bij de Nolle te dichten. Daar waren nogal wat tegenslagen, het brak na een storm weer door. Maar uiteindelijk lukte het Kobus Kalis toch om met vette klei uit het Hollands Diep het gat gesloten te krijgen.

## Naar Engeland
Kobus was een verwoed jager. Om die passie in de oorlog door te zetten onderhield hij (in sommige ogen te) vriendelijke contacten met Rauter. Dat is volgens Terlingen ook de reden van zijn vertrek naar Engeland na de sluiting van het gat bij Rammekens. Daar heeft hij als hoofduitvoerder bij Westminster aan landaanwinningen gewerkt in Shotton in Wales net ten zuiden van Liverpool.

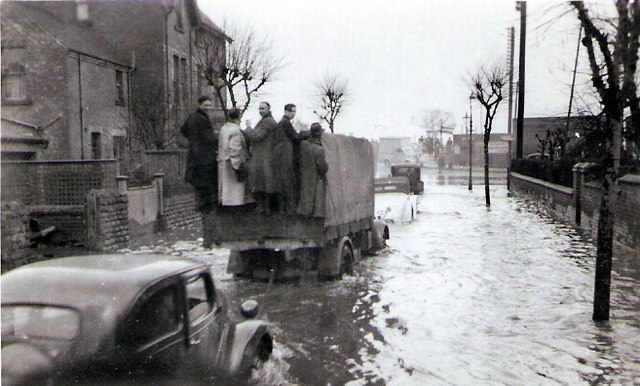
Overstroming in Nottingham (Edward Road) maart 1947

Bij de grote rivieroverstromingen in maart 1947 in de omgeving van York (rivieren de Ouse en de Trent) is Kobus Kalis gevraagd om leiding te geven aan het dichten van dijkdoorbraken.

## Directie
In 1948 trad Bertus Kalis af als directeur, en werd dr directie overgenomen door Kobus Kalis, Jan van Hemert en Willem Bos. Kobus, die ook directeur was van Westminster Dredging meende dat de Nederlandse directeuren te weinig oog hadden voor het Engelse bedrijf. Anderzijds waren Van Hemert en Bos niet te spreken dat het Engelse bedrijf Land & Marine Contractors (van Hems Kalis, de zoon van Bertus) werk aan nam in Nederland. Dit laatste probleem werd opgelost in 1953 door overname van Land & Marine door Westminster.

## Onderscheiding
Kobus Kalis is op 28 juli 1960 ter gelegenheid van het 50-jarig bestaan van Bos & Kalis benoemd tot officier in de Orde van Oranje-Nassau. Hij kreeg de onderscheiding als waardering voor het werk wat hij gedaan had bij het dichten van de doorbraken op Walcheren. De onderscheiding werd uitgereikt door de burgemeester van Sliedrecht in aanwezigheid van zijn toenmalige collega‘s prof. Jansen en de heer Metzelaar, alsmede de huishoudsters Mine en Tine de  Vos, die ook in “het verjaagde water” figureerden als Glimmerveen, en Maartje en Klaartje.

## Naar de beurs
Na het overlijden van Jan van Hemert, had zijn zoon Hans Kraaijeveld van Hemert (op verzoek van zijn opa was de naam Kraaijeveld toegevoegd) 352 aandelen in het bedrijf, Kobus Kalis 342 en Jan Bos 326.  Op grond van externe adviezen werd het bedrijf omgezet in een Holding waaronder verschillende werkmaatschappijen vielen. Prof mr. Hellema werd aangezocht als voorzitter van de holding. De wens van de jongere generatie en van externe adviseurs was om het bedrijf om te vormen tot een beursgenoteerd bedrijf. De oudere generatie was hier tegen, wat duidelijk tot uitdrukking komt in het interview met Wim Kalis. Maar toch ging het bedrijf in 1971 naar de beurs. Inmiddels had Kobus Kalis als opvolger van prof Hellema ir. Jan Brouwer van de Shell aangetrokken als voorzitter van de Raad van Commissarissen. Het bedrijf werd diverser, er werden andere ondernemingen overgenomen, onder andere het pijpleidingsbedrijf Nacap. Vanaf 1979 ging het steeds slechter met het bedrijf, volgens de "oude garde" doordat in de top geen mensen meer zaten die verstand hadden van baggeren. Volgens het interview met Wim Kalis is Kobus hier zo ziek van geworden dat de oudere garde al hun aandelen in Boskalis verkocht hebben.